# 殊相
在形上學中，殊相（英語：Particular），又譯具相、自相、具體，指各別存在的實體或個體。起源自古希臘哲學，各別殊相的共同性質為共相。以殊相及共相概念進行討論的最早一批哲學家，為柏拉圖與亞里斯多德，他們對於共相問題提出了不同的解答。在經院哲學中，這也是重要的神學課題。這個概念延續到現代哲學中。

## 概論
殊相，指具體的物件，具備特殊性。

## 佛教哲學
在佛教哲學中，自相的概念，類似於古希臘哲學中的殊相。